# Закон Алана Тьюринга
«Закон Алана Тьюринга» (англ. Alan Turing law) — неформальное название британского закона об амнистии, содержащегося в Акте об охране порядка и преступлениях, принятом в 2017 году, и предоставляющего помилование мужчинам, которые были осуждены по историческим законам, запрещавшим гомосексуальные контакты. Положение было названо в честь Алана Тьюринга, криптографа во Вторую мировую войну и пионера информатики, осуждённого за «грубую непристойность» в 1952 году. Тьюринг посмертно получил королевское помилование в 2013 году. Закон действует на территории Англии и Уэльса.
Несколько проектов законов с подобной мерой были опубликованы на рассмотрение парламентом, введение такого закона было политикой правительства Великобритании с 2015 года. 20 октября 2016 года британское правительство анонсировало, что оно поддержит поправку в законопроект об охране порядка и преступлениях, которая помилует умерших осуждённых и предоставит помилование людям, которые обратились с целью погасить судимость по таким преступлениям. Конкурирующий законопроект с целью ввести «закон Тьюринга» был встречен филибастером во втором чтении. Законопроект правительства получил королевскую санкцию 31 января 2017 года, помилование начало действовать в тот же день.
Закон даёт помилование гомосексуальным и бисексуальным мужчинам, осуждённым только за действия, которые больше не считаются преступлениями — за однополые связи по взаимному согласию с совершеннолетними лицами. Осуждённые за те действия, которые сейчас классифицируются как коттеджинг, половые связи с несовершеннолетними и изнасилования, помилованы не были.
Помилование в данном случае не означает юридическую реабилитацию как полное восстановлении прав и репутации ввиду ложного (неверного) обвинения. Вариант помилования выбран потому, что британские суды выносили решения на основе действовавшего тогда законодательства.
По состоянию на январь 2017 года, 49 000 человек были посмертно помилованы по Акту об охране порядка и преступлениях.
Такая же цифра в 49 тыс. мужчин-гомосексуалов, пострадавших в Англии в период с 1885 по 1967 годы из-за своей сексуальной самоидентификации, указана в титрах исторической драмы «Игра в имитацию» (2014), где Алана Тьюринга сыграл Бенедикт Камбербэтч.